# فريدي سولومون
فريدي سولومون (بالإنجليزية: Freddie L. Solomon)‏ هو لاعب كرة قدم أمريكية أمريكي، ولد في 15 أغسطس 1972 في غينزفيل في الولايات المتحدة.

## وصلات خارجية
- فريدي سولومون على موقع مرجع كرة القدم المحترفة.كوم (الإنجليزية)